# Ybbsitz
Ybbsitz je rakouský městys ve spolkové zemi Dolní Rakousko v okrese Amstetten.

## Geografie
Ybbsitz se skládá z osmi katastrálních obcí:
- Haselgraben
- Maisberg
- Prochenberg
- Prolling
- Schwarzenberg
- Schwarzois
- Waldamt
- Ybbsitz

## Demografie
| 1951 | 1961 | 1971 | 1981 | 1991 | 2001 |
| ---- | ---- | ---- | ---- | ---- | ---- |
| 3464 | 3558 | 3811 | 3858 | 3915 | 3804 |